# Julian Szemelowski
Julian Szemelowski (ur. w 1823 w Samborze – zm. w 23 sierpnia 1891 w Krynicy) – poseł do Sejmu Krajowego Galicji III kadencji (1870–1876), burmistrz Lwowa (1869-1871), adwokat, brat Teodora.
Urodził się w mieszczańskiej rodzinie wyznania greckokatolickiego, był synem Jana i Tekli z Kucharskich. Po zdaniu matury w gimnazjum w Samborze w 1841, zapisał się Wydział Prawa Uniwersytetu Lwowskiego, który ukończył w 1846. Praktykował w lwowskich kancelariach adwokackich, a w latach 60. założył własną kancelarię notarialną. Od 1866 zasiadał w Radzie Miejskiej Lwowa. 9 maja 1869 mianowany przez władze austriackie prezydentem Lwowa (ostatnim przed wprowadzeniem samorządu). W lipcu 1870 wybrany w III kurii okręgu wyborczego Sambor, na posła do Sejmu Krajowego. Po reformie samorządowej dwukrotnie starał się w wyborach o stanowisko prezydenta miasta Lwowa. W marcu 1871 przegrał z Franciszkiem Smolką (który ostatecznie zrezygnował z funkcji na rzecz Floriana Ziemiałkowskiego). W kwietniu 1873 przegrał natomiast a Aleksandrem Jasińskim. W latach 1878-79 pełnił funkcję prezesy Izby Notarialnej, a w l. 1882-85 wchodził w skład Rady Banku Włościańskiego. Do roku 1880 zasiadał w Radzie Miejskiej. W latach 80. zakupił majątki Stefkowa Górna oraz Ustjanowa k. Leska, gdzie zamieszkał i jest pochowany.
W małżeństwie z Heleną Pożakowską miał dwie córki i syna: Zofię Teklę (1872-1939), żonę Zygmunta Lasockiego; Jadwigę (1875-1950), żonę Kazimierza Russockiego oraz Władysława (zm. 1893).